# Нассаруддін (Султан Брунею)
Нассаруддін — 16-й монарх Брунею. Керував країною у 1690—1710 роках. Був мудрим керівником держави і за його часів країна досягла відносного процвітання.